# 라야 항공
라야 항공(영어: Raya Airways)은 말레이시아의 화물 항공사로 이전 사명은 트랜스마일 에어 서비스(영어: Transmile Air Services)이었다. 허브 공항은 술탄 압둘 아지즈 샤 공항을 사용하고 있다.

## 운항 노선
- 말레이시아
  - 코타키나발루 - 코타키나발루 국제공항
  - 쿠알라룸푸르 - 술탄 압둘 아지즈 샤 공항 허브
  - 쿠칭 - 쿠칭 국제공항
  - 라부안 - 라부안 공항
  - 미리 - 미리 공항
- 홍콩
  - 홍콩 - 홍콩 국제공항
- 인도네시아
  - 자카르타 - 수카르노 하타 국제공항
- 싱가포르
  - 싱가포르 - 싱가포르 창이 공항
- 베트남
  - 호찌민시 - 떤선녓 국제공항

## 보유 기종
- 2020년 7월 기준으로 라야 항공은 다음과 같이 보유하고 있다.[1]